# Nadveren (eksperimentalfilm)
|  | Denne artikel er oprettet af botten Steenthbot ud fra en ekstern database. Den kan derfor have sproglige fejl eller mangler. Denne skabelon kan fjernes efter kontrol af indholdet. |

Nadveren er en dansk eksperimentalfilm fra 1971 instrueret af Bjørn Nørgaard efter eget manuskript.

## Handling
En variation af den nytestamentlige beretning om den sidste nadver, som den er fremstillet på Leonardo da Vincis berømte maleri. Et statisk kamera viser Jesus og disciplene til bords i nutidig påklædning. Trods central placering ved bordet er Jesus isoleret i forhold til de øvrige. Han fremstilles af ni forskellige i løbet af filmen, mens medlemmer af ABCinema-gruppen spiller disciple. Den daværende studenterpræst Jens Brøndum holder en prædiken. Desuden forekommer forskellige former for underholdning, bl.a. en tryllekunstner og et "live-show".

## Medvirkende
- Bo Lynnerup, Jesus
- Dale Robinson, Jesus
- Axel Mathiesen, Jesus
- Karl Møller, Jesus
- Erik Kragsholt, Jesus
- Anders Bohr, Jesus
- Finn Wulf, Jesus
- Knud Erik Arvel, Jesus
- Bent Volf Jensen, Jesus
- Allan de Waal, Discipel
- Jeffrey Nedergaard, Discipel
- Henning Christiansen, Discipel
- Erik Thygesen, Discipel
- Preben Nygaard Andersen, Discipel
- Erik Hagens, Discipel
- Bjørn Nørgaard, Discipel
- Peter Louis-Jensen, Discipel
- Poul Gernes, Discipel
- John Davidsen, Discipel
- Jens Brøndum, Præst
- Kai Løvring, Entertainer
- Kjeld Hansen, Live-show-artist
- Annie Hansen, Live-show-artist
- Jan Hjort, Mand der spiller på hammondorgel
- Trylle-Kjeldsen, Tryllekunstner